# Kim So-yeon
Kim So-yeon (n. Seúl, Corea del Sur; 2 de noviembre de 1980) es una actriz surcoreana.

## Biografía
Estudió Teatro y cine en la Universidad de Dongguk y la escuela secundaria la realizó en el Ilsan-dong High School.
El 6 de septiembre de 2016 se confirmó que estaba saliendo con el actor Lee Sang-woo, en marzo de 2017 la pareja anunció que se había comprometido y finalmente se casaron en junio del mismo año.

## Carrera
Es miembro de la agencia J-Wide Company. Previamente Kim formó parte de la agencia Namoo Actors del 2006 al 2018.
Su debut artístico fue en 1994 con el drama de la SBS Teacher Dinosaurs.
En 2005 actuó en Seven Swords. En 2008, también tuvo un papel principal en el drama de Gourmet. 
En octubre de 2009 se unió al elenco principal de la exitosa serie dramática IRIS donde interpretó el papel de la agente norcoreana Kim Seon-hwa. Papel que volvió a interpretar en dos episodios como personaje invitado en el 2010 durante el spin-off de Iris titulado Athena: Goddess of War, así como en la secuela de Iris, titulada IRIS II: New Generation en 2013.
También ha desempeñado el papel principal en el drama romántico Prosecutor Princess, junto a Chuno Star, Yoo Gun y la estrella de Iljimae Park Si-Hoo.
El 5 de septiembre de 2015 formó parte de la cuarta temporada del programa We Got Married donde formó pareja junto al actor Kwak Si-yang hasta el 9 de abril de 2016.
El 26 de octubre de 2020 se unió al elenco principal de la serie Penthouse: War In Life (también conocida como Penthouse) donde dio vida a la peligrosa y malvada Cheon Seo-jin. una mujer dispuesta a todo, hasta matar por alcanzar lo que quiere, hasta el final de la serie el 10 de septiembre de 2021.
En octubre de 2021 se anunció que estaba en plática para unirse al elenco principal de la segunda temporada de la serie Tale of the Nine Tailed.

## Filmografía

### Series de televisión
| Año     | Título                                 | Papel                   | Canal | Ref.                 |
| ------- | -------------------------------------- | ----------------------- | ----- | -------------------- |
| 1994    | Dinosaur Teacher                       |                         | MBC   |                      |
| 1996    | City men and women                     |                         | SBS   |                      |
| 1996    | Yes Sir                                |                         | KBS2  |                      |
| 1997    | Yesterday                              |                         | MBC   |                      |
| 1998    | Soonpoong Clinic                       |                         | SBS   |                      |
| 1998    | I love you, I love you                 |                         | SBS   |                      |
| 1999    | We saw a small bird that got lost      |                         | KBS   |                      |
| 2000    | Mom and Sister                         | Noh Seung Ri            | MBC   |                      |
| 2000    | Todo sobre Eva                         | Young Mi Huh            | MBC   |                      |
| 2001    | Sunpung obstetrics and gynecology      |                         | SBS   |                      |
| 2002    | Sunlight Upon Me                       |                         | MBC   |                      |
| 2002    | Trio                                   | Choi Sa Yeong           | MBC   |                      |
| 2003    | Just Like a Beautiful Flying Butterfly |                         |       |                      |
| 2004    | Shining Days                           |                         | SBS   |                      |
| 2004    | New Human Market                       |                         | SBS   |                      |
| 2005    | Autumn Shower                          | Lee Kyu Eun             | MBC   |                      |
| 2007    | Da Qing Hui Shang                      |                         |       |                      |
| 2008    | Gourmet                                | Yoon Joo Hee            | SBS   |                      |
| 2009    | IRIS                                   | Kim Seon Hwa            | KBS2  |                      |
| 2010    | Prosecutor Princess                    | Ma Hye Ri               | SBS   |                      |
| 2010    | Dr. Champ                              | Kim Yeon Woo            | SBS   |                      |
| 2010    | Athena: Goddess of War                 | Kim Seon Hwa            | SBS   |                      |
| 2013    | Iris II: New Generation                | Kim Seon Hwa            | KBS2  |                      |
| 2013    | Two Weeks                              | Park Jae Kyung          | MBC   |                      |
| 2014    | I Need Romance 3                       | Shin Joo Yeon           | tvN   |                      |
| 2015    | Enamorándose de la inocencia           | Kim Soon Jung           | JTBC  |                      |
| 2016    | One More Happy Ending                  | Mujer divorciada (ep.1) | MBC   |                      |
| 2016    | Happy Home                             | Bong Hae-ryung          | MBC   |                      |
| 2017    | 20th Century Boy and Girl              | Directora               | MBC   |                      |
| 2018    | Secret Mother                          | Kim Lisa                | SBS   |                      |
| 2019    | Mother of Mine                         | Kang Mi-ri (KBS2)       |       |                      |
| 2020-21 | Penthouse: War In Life                 | Cheon Seo-jin           | SBS   | [ 11 ]               |
| 2021    | Penthouse: War In Life 2               | Cheon Seo-jin           | SBS   |                      |
| 2021    | Penthouse: War In Life 3               | Cheon Seo-jin           | SBS   |                      |
| 2023    | Tale of the Nine Tailed 1938           | Ryoo Hong-joo           | tvN   | [ 12 ] [ 13 ]        |
| 2023    | The Escape of the Seven                | Aparición especial      | SBS   | [ 14 ]               |
| 2024    | Un negocio virtuoso                    | Han Jung-sook           | JTBC  | [ 15 ] [ 16 ] [ 17 ] |

### Películas
| Año  | Título                         | Personaje         |
| ---- | ------------------------------ | ----------------- |
| 1996 | Boss                           |                   |
| 1997 | Change                         | Ko Eun-Bi         |
| 2005 | Seven Swords                   | Green Pearl       |
| 2010 | Iris                           | Kim Seon-hwa      |
| 2012 | Gabi                           | Tanya             |
| 2015 | Love Forecast (Oneului yeonae) | exnovia de Jun-su |
| 2022 | It’s Alright                   | (corto)           |

### Programas de variedades
| Año         | Programa                                                       | Notas                                                |
| ----------- | -------------------------------------------------------------- | ---------------------------------------------------- |
| 2015 - 2016 | We Got Married                                                 | Ep. #287-316 - participante - junto a Kwak Si-yang   |
| 2016        | King of Mask Singer                                            | Ep. #77 - participó como "Nice to Meet You Squirrel" |
| 2020        | Running Man                                                    | invitada                                             |
| 2021        | Hangout with Yoo (How Do You Play?)                            | invitada                                             |
| 2021        | Master In The House                                            | invitada                                             |
| 2021        | We Don't Bite: Villains in the Countryside (We Won’t Hurt You) | (ep. #4-5) - invitada                                |

### Presentadora
| Año  | Evento                           | Notas                     |
| ---- | -------------------------------- | ------------------------- |
| 2021 | The Fact Music Awards (2021 TMA) | presentadora de categoría |

## Premios y nominaciones
| Año  | Premio                               | Categoría                                | Trabajo                        | Resultado |
| ---- | ------------------------------------ | ---------------------------------------- | ------------------------------ | --------- |
| 2015 | 15th MBC Entertainment Award         | Best Couple Award (junto a Kwak Si-yang) | We Got Married                 | Nominados |
| 2016 | MBC Drama Award                      | Best Couple Award (junto a Lee Sang-woo) | Happy Home                     | Nominados |
| 2018 | SBS Drama Award                      | Female Excellence (weekend/daily drama)  | Secret Mother                  | Ganó      |
| 2019 | KBS Drama Award                      | Excellence Award in Long Drama (Female)  | Mother of Mine                 | Ganó      |
| 2020 | 28th SBS Drama Award                 | Top Excellence in Mid-Length/Long Drama  | Penthouse: War In Life         | Ganó      |
| 2021 | 57th Baeksang Arts Award             | Best Actress                             | Penthouse: War In Life         | Ganó      |
| 2021 | 16th Seoul International Drama Award | Best Actress                             | Penthouse: War In Life         | Nominada  |
| 2021 |                                      | Best Couple Award (junto a Um Ki-joon)   | Penthouse: War In Life S2 & S3 | Nominados |
| 2021 | 2021 SBS Drama Award                 | Grand Prize (Daesang)                    | Penthouse: War In Life S2 & S3 | Ganó      |